# Liste der FFH-Gebiete in Ingolstadt
Die Liste der FFH-Gebiete in der Stadt Ingolstadt zeigt die FFH-Gebiete der oberbayerischen Stadt Ingolstadt. Teilweise überschneiden sie sich mit bestehenden Natur-, Landschaftsschutz- und EU-Vogelschutzgebieten.
In der Stadt befinden sich drei und zum Teil mit anderen Landkreisen überlappende FFH-Gebiete.
| Donauauen mit Gerolfinger Eichenwald                |  | 7233-372 WDPA: 555521858 | Ingolstadt, Landkreis Neuburg-Schrobenhausen                              |                                           | ⊙ | 2.926,76 |  |
| Donauauen zwischen Ingolstadt und Weltenburg        |  | 7136-304 WDPA: 555521826 | Landkreis Eichstätt, Ingolstadt, Landkreis Pfaffenhofen an der Ilm        | auch in Landkreis Kelheim                 | ⊙ | 2.766,00 |  |
| Donaumoosbäche, Zucheringer Wörth und Brucker Forst |  | 7233-373 WDPA: 555521859 | Ingolstadt, Landkreis Neuburg-Schrobenhausen, Landkreis Aichach-Friedberg | auch in Landkreis Pfaffenhofen an der Ilm | ⊙ | 947,29   |  |
| Legende für Fauna-Flora-Habitat                     |  |                          |                                                                           |                                           |   |          |  |